# Taco Bell

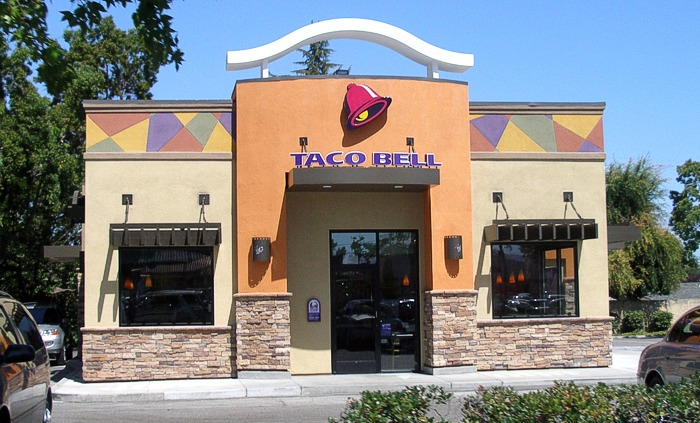
Сучасний дизайн одного з ресторанів Taco Bell

Taco Bell (вимовляється Тако Белл) — міжнародна мережа ресторанів швидкого харчування адаптованої мексиканської кухні, що належить компанії Yum! Brands. Мережа була заснована в 1962 році підприємцем Гленом Беллом (1923–2010). Штаб-квартира — Ервайн, штат Каліфорнія.

## Діяльність
У мережу входять тисячі ресторанів в США, Канаді (з 1981 року), Австралії (з 1981 року), Китаї, Великій Британії (з 1986 року, перша країна Європи для Taco Bell), Німеччини, Ісландії, Мексиці, на Філіппінах, в Сінгапурі і Республіці Кореї, на Кіпрі та ін. (велика частина з них працює по франшизі). Тільки в США діє понад 5800 ресторанів Taco Bell. В Польщі перший ресторан Taco Bell був відкритий в 1993 році, але незабаром компанія згорнула свою діяльність у цій країні. Аналогічна ситуація склалася в ОАЕ: в 2008—2010 роках було відкрито 3 заклади, але до 2012 року всі були зачинені. У Великій Британії після появи в середині 1980–х до кінця 1990–х всі заклади були закриті (окрім двох на військових базах США), і знову з'явилися лише наприкінці 2000–х.
У меню Taco Bell тільки мексиканська кухня: буріто, тако, начос, мексиканська піца та інше.

## Інше
У Північній Америці існує цілий ряд інших мереж швидкого харчування зі словом Taco у назві: Taco Bueno, Taco Cabana, Taco del Mar, Taco John's, Taco Mayo, Taco Palenque, Taco Tico, Taco Time, Del Taco тощо.